# Steve Lehman
Ne doit pas être confondu avec Steve Lehman (photographe).
Steve Lehman (né en 1978, à New York) est un compositeur et saxophoniste de jazz et de musique expérimentale.

## Biographie
En tant qu'interprète, Lehman dirige un certain nombre de ses propres formations et joue régulièrement en tant que sideman avec des artistes comme Anthony Braxton, Vijay Iyer, et Jason Moran. Son album Travail, Transformation & Flow (Pi Enregistrements 2009) a été nommé album no 1 de Jazz de l'année par Le New York Times. Ses compositions ont été jouées par un certain nombre d'artistes et d'orchestres internationaux. Son travail a aussi fait l'objet de chroniques dans Artforum, Down Beat magazine, Le New York Times,,, Newsweek, et The Wire, National Public Radio,,, et la BBC. Lehman a bénéficié de la bourse Fulbright en 2002-2003. Il est titulaire d'un "Bachelor of Arts" (2000) et "Master of Arts" (2002) en Composition de l'Université de Wesleyan, et devient en 2012 diplômé "Doctor of  Musical Arts" avec mention en Composition musicale de l'Université de Columbia (sous la direction de Tristan Murail, George Lewis, Fabien Lévy et Fred Lerdahl).

## Distinctions et Honneurs
- Jazz Album of the Year, New York Times, 2009, Travail, Transformation & Flow
- Best New Album, NPR Music Jazz Critics Poll, 2014, Mise en Abime

## Discographie
- Artificial Light (FSNT, 2004) - Steve Lehman Quintet
- Interface (Clean Feed, 2004) - Camouflage Trio
- Simulated Progress (Pi, 2005)
- Demian as Posthuman[10] (Pi, 2005)
- Manifold (Clean Feed, 2007) - Steve Lehman Quartet
- On Meaning[11] (Pi, 2007) - Steve Lehman Quintet
- Door (Pi, 2008)
- Travail, Transformation and Flow[12] (Pi, 2009) - Steve Lehman Octet
- Dual Identity (Clean Feed, 2010) (avec Rudresh Mahanthappa)
- Kaleidoscope and Collage (Intakt, 2011)
- Dialect Fluorescent[13] (Pi, 2012) - Steve Lehman Trio
- Mise en Abîme[14] (Pi, 2014) - Steve Lehman Octet
- Sélébéyone[15] (Pi, 2016) - Steve Lehman & Sélébéyone
- Far from Over[16] (ECM, 2017)

- 2019 The People I Love[17]
- 2020 Xenakis and the Valedictorian[18]